# Campeonato de Fórmula Regional de Oceanía
El Campeonato de Fórmula Regional de Oceanía (hasta 2022 llamada Toyota Racing Series), es un campeonato de monoplazas que se disputa desde el año 2005 en Nueva Zelanda.

## Monoplazas
| Chasis         | Motor             | Periodo   |
| -------------- | ----------------- | --------- |
| Tatuus TT104ZZ | Toyota 2ZZ-GE 1.8 | 2005-2014 |
| Tatuus FT-50   | Toyota 2ZZ-GE 1.8 | 2015-2019 |
| Tatuus FT-60   | Toyota 2.0 turbo  | 2020-     |
| Fuente:        |                   |           |

## Circuitos
Calendario de 2025:
- Taupo International Motorsport Park
- Hampton Downs Motorsport Park
- Manfeild: Circuito Chris Amon
- Teretonga Park
- Highlands Motorsport Park

## Formato de carrera
Cada fecha del campeonato consiste en tres carreras. La carrera 2 invierte los ocho primeros en base al resultado de la carrera 1, y otorga menos puntos. Por otro lado, la carrera 3 tiene más vueltas respecto a la 1 y 2.

### Sistema de puntos
| Posición       | 1.º | 2.º | 3.º | 4.º | 5.º | 6.º | 7.º | 8.º | 9.º | 10.º | 11.º | 12.º | 13.º | 14.º | 15.º | 16.º | 17.º | 18.º | 19.º | 20.º |
| Carreras 1 y 3 | 35  | 31  | 27  | 24  | 22  | 20  | 18  | 16  | 14  | 12   | 10   | 9    | 8    | 7    | 6    | 5    | 4    | 3    | 2    | 1    |
| Carrera 2      | 20  | 18  | 16  | 14  | 12  | 10  | 9   | 8   | 7   | 6    | 5    | 4    | 3    | 2    | 1    |      |      |      |      |      |
| Fuente:        |     |     |     |     |     |     |     |     |     |      |      |      |      |      |      |      |      |      |      |      |

## Campeones
| Año                                       | Campeón              |
| Toyota Racing Series                      | Toyota Racing Series |
| ----------------------------------------- | -------------------- |
| 2005                                      | Brent Collins        |
| 2005-06                                   | Daniel Gaunt         |
| 2006-07                                   | Daniel Gaunt         |
| 2007-08                                   | Andy Knight          |
| 2008-09                                   | Mitch Cunningham     |
| 2010                                      | Mitch Evans          |
| 2011                                      | Mitch Evans          |
| 2012                                      | Nick Cassidy         |
| 2013                                      | Nick Cassidy         |
| 2014                                      | Andrew Tang          |
| 2015                                      | Lance Stroll         |
| 2016                                      | Lando Norris         |
| 2017                                      | Thomas Randle        |
| 2018                                      | Robert Shwartzman    |
| 2019                                      | Liam Lawson          |
| 2020                                      | Igor Fraga           |
| 2021                                      | Matthew Payne        |
| 2022                                      | Cancelada            |
| Campeonato de Fórmula Regional de Oceanía |                      |
| 2023                                      | Charlie Wurz         |
| 2024                                      | Roman Bilinski       |
| 2025                                      | Arvid Lindblad       |
| Fuente:                                   |                      |